# روي إدغار نيلسون
روي إدغار نيلسون هو سياسي كندي، ولد في 3 ديسمبر 1925، وتوفي في 26 مارس 2012. حزبياً، نشط في Saskatchewan Progress Party ‏. وقد انتخب عضو المجلس التشريعي من ساسكاتشوان.